# Степанов, Эдуард Николаевич
Эдуа́рд Никола́евич Степа́нов (17 апреля  1937, Верхопенье, Ивнянский район, Белгородская область, РСФСР — 19 октября 2015, Московская область) — космонавт-испытатель (3-й набор ВВС) Центра подготовки космонавтов имени Ю. А. Гагарина. Полковник в отставке.

## Биография

### Ранние годы и образование
Родился 17 апреля 1937 года в селе Верхопенье в Белгородской области в семье Степанова Николая Алексеевича, полковника ВВС в отставке, и Степановой Ларисы Петровны, которая работала в Военно-воздушной академии имени Ю. А. Гагарина.
Окончив школу в 1954 году поступил на радиотехнический факультет Киевского инженерного радиотехнического училища ВВС Советской Армии, который окончил в 1959 году и начал служить инженером, затем в 1961 году был назначен начальником станции воинской части 14162. С 24 апреля 1962 года возглавлял станцию учебного радиотехнического полигона Харьковского высшего военного авиационного инженерного училища Главкомата ракетного вооружения. 28 ноября 1962 года там же был назначен начальником отделения лаборатории кафедры № 31.
С декабря[уточнить] служил в Астраханской области в городе Ахтубинск в Центре подготовки лётчиков-испытателей Государственного Краснознамённого Научно-исследовательского института ВВС в разных должностях.

### Космическая подготовка
После прохождения медицинской комиссии в Центральном научно-исследовательском авиационном госпитале 21 октября 1965 года его кандидатура была одобрена на заседании Мандатной комиссии. 23 октября 1965 года на итоговом заседании Мандатной комиссии был рекомендован к зачислению в отряд космонавтов.
28 октября 1965 года был назначен на должность слушателя-космонавта 1 отряда ЦПК ВВС. С 1965 по 1967 год проходил общекосмическую подготовку.
В составе группы космонавтов с 1968 по 1970 год проходил подготовку по программе «Звезда», а с августа 1970 по 1979 год проходил подготовку по программе «Алмаз». С ноября 1971 по апрель 1972 года совместно с Геннадием Васильевичем Сарафановым готовился к полётам на космических кораблях типа «Союз» и орбитальных станциях типа «Салют» («Алмаз»).
Совместно с Виталием Михайловичем Жолобовым и Олегом Анатольевичем Яковлевым готовился к испытательному автономному полету на транспортном корабле снабжения (11Ф72) с возвращаемым аппаратом (11Ф74).
С 1979 по 1981 год готовился к полёту на транспортном корабле снабжения совместно с группой космонавтов.
С 1983 по 1985 год готовился совместно с группой космонавтов к полёту для обслуживания военно-прикладного оптического комплекса «Пион-К», который был установлен на модифицированный беспилотный вариант транспортного корабля снабжения Космос-1686 (ТКС-4).
9 октября 1986 года был назначен космонавтом-исследователем 4-й группы.
В составе группы космонавтов готовился в качестве космонавта-исследователя по программе «Буран» (1986—1990).
В конце 80-х годов в рамках программы «Буран» в НПО «Энергия» проходили испытания «Союз-спасатель», а именно стыковочного узла новой конструкции — андрогинного периферийного агрегата стыковки АПАС-89, который должен был устанавливаться на стыковочном модуле «Бурана», что позволило бы состыковать «Союз ТМ» с «Бураном». Он занимался изучением этой новой конструкции и готовился к полёту на корабле «Союз-спасатель» со стыковкой на орбите с кораблем «Буран» в качестве бортинженера.
6 апреля 1990 года был назначен космонавтом-исследователем 2-й группы.
31 октября 1992 года был отчислен из отряда космонавтов и уволен из ВС по возрасту.

### Трудовая деятельность после завершения космической подготовки
После завершения военной службы, работал в РГНИИ ЦПК имени Ю. А. Гагарина. С 2013 года — научный сотрудник 1-го управления ФГБУ «Научно-исследовательского испытательного центра подготовки космонавтов имени Ю. А. Гагарина».

## Награды
- Орден «За службу Родине в Вооруженных Силах СССР» III степени;
- Медаль ордена «За заслуги перед Отечеством» II степени (2000);
- Медаль ордена «За заслуги перед Отечеством» I степени (2013).

## Воинское звание
- Инженер-лейтенант (07.07.1959).
- Старший инженер-лейтенант (30.08.1960).
- Инженер-капитан (27.12.1963).
- Инженер-майор (05.02.1968).
- Инженер-подполковник (29.09.1970), с 03.12.1971 — подполковник-инженер.
- Полковник-инженер (27.03.1980), с 14.05.1984 — полковник, с 31.10.1992 — в запасе.

## Смерть
Умер 19 октября 2015 года после тяжёлой онкологической болезни. Похоронен на кладбище Леониха в Щёлковском районе Московской области, неподалёку от Звёздного городка.